# マーク・バルデス
マーク・クリストファー・バルデス（Marc Christopher Valdes , 1971年12月20日 - ）は、アメリカ合衆国オハイオ州出身の元プロ野球選手（投手）。

## 来歴・人物

### MLB時代
1993年のMLBドラフト1巡目（全体の27番目）でフロリダ・マーリンズに指名され契約。1995年、メジャー初昇格。その後、モントリオール・エクスポズ、ヒューストン・アストロズ、アトランタ・ブレーブスと渡り歩く。

### 阪神時代
2002年1月28日に阪神タイガースと契約金、年俸それぞれ30万ドル（約4,000万円、推定）ずつで入団契約を結んだ。背番号は18。新監督の星野仙一から制球力や変化球を評価され、成本年秀に代わる抑え投手として期待された。シーズンに入るとクローザーとして活躍し、22セーブを挙げている。オフの10月11日には残留が決まっていたが、ジェフ・ウィリアムスの獲得を受けて解雇となった。

### 中日時代
ウェイバー公示を受け、2002年11月15日に中日ドラゴンズが獲得を発表。12月21日に年俸100万ドル（約1億2,000万円、推定）+出来高払いで契約している。背番号は当初36に内定していたが、程なくしてオリックス・ブルーウェーブから移籍した平井正史と交換する形で38に変更され、更に同年途中に中日に入団したオマール・リナレスと交換し、44に再度変更された。
2003年は、メルビン・バンチの穴を埋める先発投手として活躍を期待されていた。オープン戦で結果を残し、先発ローテーション入り。開幕4戦目・4月1日のヤクルトスワローズ戦（ナゴヤドーム）で初登板したが、5回7失点で敗戦投手となった。4月22日の古巣・阪神戦（ナゴヤドーム）と27日のヤクルト戦（神宮球場）では2試合連続でKOされ、マーチン・バルガスと入れ替わる形で二軍に降格した。
7月4日に一軍昇格すると、それ以降は中継ぎとして登板。中継ぎ登板では防御率2点台と結果を残したこと、バルデス本人が中日残留を熱望していたことにより、翌年も中日でプレーすることになった。オフには年俸70万ドル（約7,500万円）で契約を更改した。
2004年は1月29日に来日。本人は抑えでの登板を希望していたが、3月23日のオープン戦・阪神戦（ナゴヤドーム）で右膝半月板を損傷したため、開幕二軍スタートとなった。
復帰後は中継ぎとして登板。8月1日のヤクルト戦（ナゴヤドーム）では延長11回表に登板し無失点に抑えると、11回裏に川相昌弘がサヨナラ適時打を放ったため、移籍後初白星を挙げた。
同年はチームの優勝に貢献。日本シリーズ第2戦（10月17日）で、中日の投手では初めてナゴヤドームでの日本シリーズの試合で勝利投手となったが、オフに退団。

### 中日退団後
2005年はニューヨーク・ヤンキース傘下の2A・トレントン・サンダーや3A・コロンバス・クリッパーズでプレーし、同年限りで現役引退。2007年からはコーチに転身し、2011年はニューヨーク・メッツ傘下の2A・ビンガムトン・メッツで投手コーチを務めている。

## プレースタイル
球質の重いムービングファストボールと高速スライダー、低めへの制球力が持ち味だった。

## 詳細情報

### 年度別投手成績
| 年 度    | 球 団    | 登 板 | 先 発 | 完 投 | 完 封 | 無 四 球 | 勝 利 | 敗 戦 | セ 丨 ブ | ホ 丨 ル ド | 勝 率 | 打 者 | 投 球 回 | 被 安 打 | 被 本 塁 打 | 与 四 球 | 敬 遠 | 与 死 球 | 奪 三 振 | 暴 投 | ボ 丨 ク | 失 点 | 自 責 点 | 防 御 率 | W H I P |
| -------- | -------- | ----- | ----- | ----- | ----- | -------- | ----- | ----- | -------- | ----------- | ----- | ----- | -------- | -------- | ----------- | -------- | ----- | -------- | -------- | ----- | -------- | ----- | -------- | -------- | ------- |
| 1995     | FLA      | 3     | 3     | 0     | 0     | 0        | 0     | 0     | 0        | --          | ----  | 49    | 7.0      | 17       | 1           | 9        | 0     | 1        | 2        | 1     | 0        | 13    | 11       | 14.14    | 3.71    |
| 1996     | FLA      | 11    | 8     | 0     | 0     | 0        | 1     | 3     | 0        | --          | .250  | 228   | 48.2     | 63       | 5           | 23       | 0     | 1        | 13       | 3     | 2        | 32    | 26       | 4.81     | 1.77    |
| 1997     | MON      | 48    | 7     | 0     | 0     | 0        | 4     | 4     | 2        | --          | .500  | 407   | 95.0     | 84       | 2           | 39       | 5     | 8        | 54       | 2     | 0        | 36    | 33       | 3.13     | 1.29    |
| 1998     | MON      | 20    | 4     | 0     | 0     | 0        | 1     | 3     | 0        | --          | .250  | 169   | 36.1     | 41       | 6           | 21       | 2     | 1        | 28       | 4     | 0        | 34    | 30       | 7.43     | 1.71    |
| 2000     | HOU      | 53    | 0     | 0     | 0     | 0        | 5     | 5     | 2        | 0           | .500  | 264   | 56.2     | 69       | 3           | 25       | 1     | 5        | 35       | 1     | 0        | 41    | 32       | 5.08     | 1.66    |
| 2001     | ATL      | 9     | 0     | 0     | 0     | 0        | 1     | 0     | 0        | 0           | 1.000 | 28    | 7.0      | 7        | 4           | 1        | 1     | 0        | 3        | 0     | 0        | 6     | 6        | 7.71     | 1.14    |
| 2002     | 阪神     | 42    | 0     | 0     | 0     | 0        | 4     | 3     | 22       | --          | .571  | 215   | 52.2     | 40       | 1           | 17       | 3     | 2        | 39       | 1     | 2        | 11    | 9        | 1.54     | 1.08    |
| 2003     | 中日     | 37    | 5     | 0     | 0     | 0        | 0     | 3     | 1        | --          | .000  | 256   | 58.2     | 54       | 8           | 24       | 2     | 6        | 38       | 2     | 2        | 33    | 29       | 4.45     | 1.33    |
| 2004     | 中日     | 30    | 0     | 0     | 0     | 0        | 1     | 1     | 1        | --          | .500  | 114   | 25.2     | 28       | 2           | 8        | 1     | 4        | 17       | 0     | 0        | 12    | 10       | 3.51     | 1.40    |
| MLB：6年 | MLB：6年 | 144   | 22    | 0     | 0     | 0        | 12    | 15    | 4        | 0           | .444  | 1145  | 250.2    | 281      | 21          | 118      | 9     | 16       | 135      | 11    | 2        | 162   | 138      | 4.95     | 1.59    |
| NPB：3年 | NPB：3年 | 109   | 5     | 0     | 0     | 0        | 5     | 7     | 24       | --          | .417  | 585   | 137.0    | 122      | 11          | 49       | 6     | 12       | 94       | 3     | 4        | 56    | 48       | 3.15     | 1.25    |

### 記録
NPB投手記録
- 初登板・初セーブ：2002年3月31日、対読売ジャイアンツ2回戦（東京ドーム）、9回裏に6番手で救援登板・完了、1回無失点
- 初奪三振：2002年4月4日、対横浜ベイスターズ3回戦（横浜スタジアム）、11回裏にマイク・グランから空振り三振
- 初勝利：2002年6月29日、対横浜ベイスターズ14回戦（阪神甲子園球場）、10回表に2番手で救援登板・完了、1回無失点
- 初先発：2003年4月1日、対ヤクルトスワローズ1回戦（ナゴヤドーム）、5回7失点で敗戦投手

NPB打撃記録
- 初安打：2002年8月4日、対ヤクルトスワローズ19回戦（阪神甲子園球場）、10回裏に五十嵐亮太から投手前安打

### 背番号
- 44 （1995年 - 1996年）
- 18 （1997年 - 1998年）
- 16 （2000年）
- 43 （2001年）
- 18 （2002年）
- 36 （2003年移籍当初）
- 38 （2003年当初）
- 44 （2003年 - 2004年）